# Gonkin
Gonkin est une commune rurale située dans le département de Zorgho de la province du Ganzourgou dans la région Plateau-Central au Burkina Faso.

## Santé et éducation
Les centres de soins les plus proches de Gonkin sont le centre de santé et de promotion sociale (CSPS) et le centre médical avec antenne chirurgicale (CMA) de Zorgho.